# Tympanogaster duobifida
Tympanogaster duobifida är en skalbaggsart som beskrevs av Perkins 2006. Tympanogaster duobifida ingår i släktet Tympanogaster och familjen vattenbrynsbaggar. Inga underarter finns listade i Catalogue of Life.